# 沈維藩
沈維藩（？—？），字岳卿，號桐陽，江西德化縣人，直隸定州衛軍籍，明朝政治人物。

## 生平
嘉靖二十五年（1546年）丙午科順天府鄉試第一百二十六名舉人。嘉靖三十二年（1553年）中式癸丑科三甲第一百零三名進士。大理寺观政，授山西闻喜知县，升工部主事，卒。

## 家族
曾祖沈望；祖父沈鑑；父沈雄，教授。嫡母高氏；生母宋氏。弟維寧、維屏。